# Maria Chwalibóg
Maria Chwalibóg (Varsovia, 4 de febrero de 1933 - 15 de marzo de 2024) fue una actriz polaca.

## Biografía
Apareció en más de 30 películas de 1956. Fue galardonada con la Medalla Gloria Artis en 2018 y la Cruz de Oro al Mérito de Polonia en 2011.
Chwalibóg falleció el 15 de marzo de 2024 a los 91 años.

### Filmografía
- 1961, Madre Juana de los Ángeles
- 1973,	Se busca hombre – mujer
- 1990,	Korczak.[2]
- 2005,	El viaje de Nina